# Mordellistena andreini
Mordellistena andreini là một loài bọ cánh cứng trong họ Mordellidae. Loài này được Píc miêu tả khoa học năm 1933.

## Hình ảnh

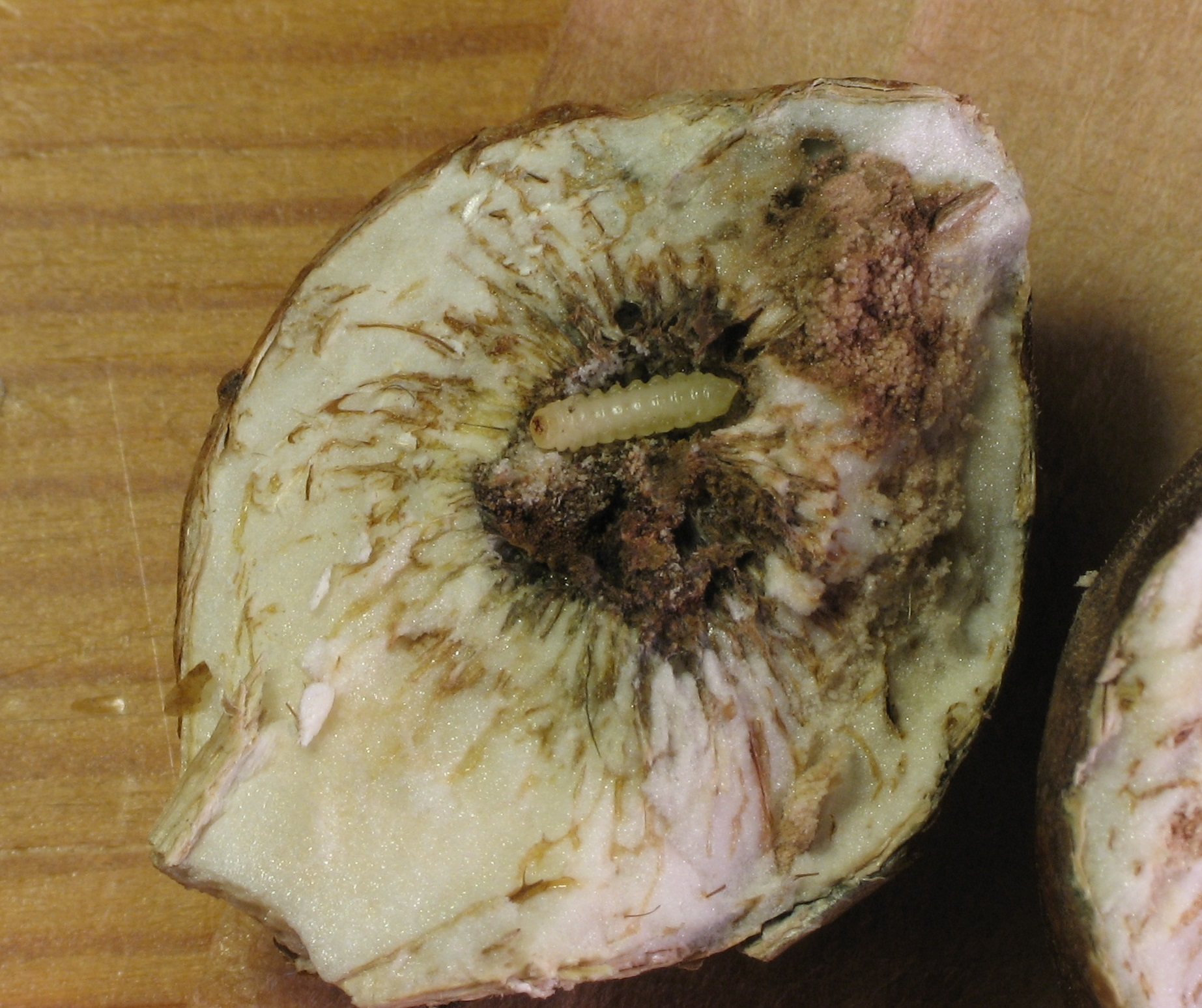